# Campionato italiano femminile di pallavolo
Il campionato italiano di pallavolo femminile è una manifestazione sportiva annuale e nazionale, articolata su diverse categorie, organizzata in Italia da diversi organi federali.

## Organizzazione
Il massimo torneo nazionale professionistico di pallavolo è la Serie A, organizzato dalla Lega Pallavolo Serie A femminile su mandato della Federazione Italiana Pallavolo (FIPAV) e articolata su due livelli, A1 e A2. La vincitrice del campionato di Serie A1 è detentrice dello scudetto e del titolo di Campione d'Italia.
L'organizzazione del campionato di Serie B è invece affidata alla Lega Nazionale Pallavolo; la Serie C e la D sono gestite dai comitati regionali della FIPAV. Infine, i tornei minori di Prima, Seconda e Terza Divisione e di libera iscrizione sono organizzati dai comitati provinciali FIPAV.
Le società pallavolistiche partecipano ai diversi campionati a seconda dei diritti sportivi ottenuti nella precedente stagione; tra un'annata e l'altra i titoli sportivi dei campionati nazionali e regionali possono essere ceduti o scambiati con quelli di altre società. Al contrario di quanto avviene in altre discipline sportive, ogni società può detenere diritti sportivi e partecipare (con atleti diversi) a più campionati a patto che, dalla Serie A alla D, non siano contigui tra di loro.

## Serie A
La Serie A è il principale torneo nazionale, diviso in Serie A1 e A2, rispettivamente primo e secondo livello del campionato italiano di pallavolo. Le squadre partecipanti alla manifestazione (attualmente 26, 12 per la A1 e 14 per la A2) sono riunite dalla sede a Milano in via Copernico, 28.

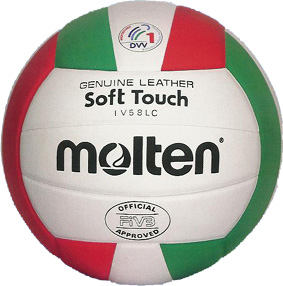
Il pallone ufficiale dei campionati di serie A1 e A2.

### Serie A1
La Serie A1, che dalla stagione entrante 2014-15 raccoglie 12 squadre, si compone di due fasi:
- la regular season, in cui le 12 partecipanti si sfidano in un girone all'italiana di 22 giornate tra andata e ritorno. In questa fase vengono decretati i nomi delle otto squadre destinate a prendere parte alla fase successiva e le due squadre retrocesse in A2;
- i play-off scudetto, strutturati su quarti, semifinali e finali. La vincitrice di tre delle cinque gare di finale viene eletta Campione d'Italia e ha il diritto di cucire sulla propria maglia lo scudetto.

Le squadre che meglio si comportano in campionato e coppa ottengono la qualificazione alle competizioni europee per la stagione successiva: la squadra Campione d'Italia, la vincitrice della regular season e la finalista dei play-off scudetto sono qualificate in CEV Champions League; la migliore classificata di regular season non ammessa alla Champions League accede alla Coppa CEV; la vincitrice della Coppa Italia è ammessa alla Challenge Cup.

### Serie A2
La Serie A2, che dal 1991 è strutturata su girone unico e fino al 2008 ha raccolto 16 squadre, si compone anch'essa di due fasi:
- la regular season, in cui le 14 partecipanti si sfidano in un girone all'italiana di 26 giornate tra andata e ritorno. In questa fase vengono decretati i nomi della squadra promossa direttamente in Serie A1, delle otto squadre destinate a prendere parte alla fase successiva e delle squadre retrocesse in Serie B1 (una o tre);
- i play-off promozione, strutturati su quarti, semifinali e finali, che verranno giocati al meglio delle tre o delle cinque partite. La vincitrice di due delle tre gare di finale ottiene la seconda promozione in A1.

## Serie B
La Serie B è un campionato nazionale organizzato dalla FIPAV. Anch'esso è suddiviso in due categorie, la Serie B1 e la Serie B2; le 184 squadre che vi partecipano sono raggruppate nella Lega Nazionale Pallavolo Serie B, che ha sede a Burago di Molgora, in provincia di Monza e Brianza.

### Serie B1
La Serie B1 rappresenta la terza categoria della pallavolo italiana. Vi partecipano 56 squadre, suddivise secondo criteri di vicinanza geografica in quattro gironi da quattordici squadre ciascuno.
Come i campionati di Serie A, anche la B1 si articola in due fasi:
- la regular season, basata sulla formula del girone all'italiana con gare di andata e ritorno, che determina le quattro squadre (una per ogni girone) promosse direttamente in Serie A2, le altre quattro formazioni ammesse alla fase successiva e le dodici squadre (tre per ogni girone) retrocesse in Serie B2;
- i play-off promozione, che determinano il nome della quinta squadra promossa in Serie A2.

### Serie B2
La Serie B2 rappresenta la quarta categoria della pallavolo italiana. Vi partecipano 128 squadre, suddivise secondo criteri di vicinanza geografica in otto gironi da sedici squadre ciascuno.
Anche la B2 si articola in due fasi:
- la regular season, basata sulla formula del girone all'italiana con gare di andata e ritorno, che determina le otto squadre (una per ogni girone) promosse direttamente in Serie B1, le altre ventiquattro formazioni ammesse alla fase successiva e le trentadue squadre (quattro per ogni girone) retrocesse in Serie C;
- i play-off promozione, che determinano il nome delle altre quattro squadre promosse in Serie B1.

## Serie C
Il campionato di Serie C è organizzato dai Comitati Regionali della FIPAV. È articolato su gironi composti da squadre di una stessa regione, ad eccezione delle società aventi sede in Valle d'Aosta, unificata da questo punto di vista con il Piemonte, e in Molise, che pur avendo un proprio comitato, dal 2012 trovano il loro spazio nei gironi dell'Abruzzo.
Ogni Comitato Regionale stabilisce i calendari dei gironi di propria competenza e i criteri per la promozione anche attraverso play-off. I Comitati Regionali stabiliscono inoltre le retrocessioni in Serie D.

## Serie D
Come il campionato di Serie C, anche quello di Serie D è organizzato dai Comitati Regionali della FIPAV. Anche in questo caso, le squadre della Valle d'Aosta vengono inserite nei gironi piemontesi.
Ogni Comitato Regionale stabilisce il numero delle squadre del proprio territorio partecipanti al campionati e il numero di gironi in cui queste vengono suddivise (orientativamente le società sono circa il doppio di quelle che prendono parte alla Serie C), oltre al numero delle promozioni in C e il numero delle retrocessioni in Prima Divisione.

## Campionati provinciali
La Prima Divisione, la Seconda Divisione e la Terza Divisione sono campionati organizzati dai Comitati Provinciali della FIPAV, i quali stabiliscono, a seconda della quantità e della qualità del movimento pallavolistico zonale, il numero di divisioni, di squadre partecipanti in ciascuna divisione, le promozioni e retrocessioni tra una divisione e l'altra.
Il campionato di divisione più bassa organizzato da ciascun Comitato Provinciale è detto Campionato di Libera Iscrizione, e accoglie, oltre alle squadre che detengono il diritto sportivo per tale serie, le squadre delle società al primo anno di affiliazione.